# Eberhard Ier de La Marck
Eberhard Ier de La Marck (c. 1255–4 juillet 1308) est un noble germanique. Il est comte de La Marck de 1277 jusqu'à sa mort. Il est le fils de Engelbert Ier, comte de La Marck et de Kunigunde de Blieskastel (morte en 1265), fille du comte Henri Ier de Blieskastel.

## Biographie
En 1277, le comte Herman II de Lohn enleva le père d'Eberhard, Engelbert Ier, comte de La Marck près de Tecklembourg et l'emprisonna dans le château de Bredevoort, où il mourut plus tard. En 1278, Eberhard prit sa revanche et conquit le château.
À partir de 1281, Eberhard établit une alliance constituée des comtes de Berg, de Clèves et de Juliers contre l'électorat de Cologne et acquis l'indépendance du comté de La Marck de l'archevêque de Cologne après la Bataille de Worringen en 1288. Il prit aussi possession de Brakel, Westhofen et Waltrop. Il devint également vogt de l'abbaye bénédictine de femmes d'Essen.
Eberhard mourut le 4 juillet 1308 et fut inhumé au monastère de Fröndenberg.

## Mariage et descendants
Eberhard épousa en premières noces le 29 janvier 1273, Irmgard de Berg (c.1256–24 mars 1294), fille d'Adolphe IV de Berg. De cette union sept enfants sont issus :
- Engelbert II (c.1275–1328) ;
- Adolphe II de La Marck, Prince-évêque de Liège (1278–1344) ;
- Margaret (c.1280–après le 14 août 1327), mariée en 1299 Gerhard de Katzenelnbogen (nl) (c.1270–1311/12) ;
- Kunigunde († après le 25 février 1343), mariée en 1320 à Thierry II de Heinsberg-Blankenburg († 1361) ;
- Irmgard ;
- Konrad (1291/94–1353), seigneur de Hörde, d'abord marié vers 1282 à Adélaïde de Gueldre (1265-1285), il épouse en secondes noces en 1285 à Elisabeth de Clèves, fille de Thierry Loef II, comte de Hülchrath (-1361) et de Lise de Virnebourg. Thierry Loef II était un fils de Thierry VI de Clèves ;
- Catharine (née vers 1293), abbesse de Froendenberg.

Puis en secondes noces, Eberhard épouse Marie de Looz, fille du comte Arnoul V de Looz, dont trois enfants sont nés :
- Richarde, mariée à Jean III de Reifferscheidt-Bedburg ;
- Johanne, mariée à Philippe IV de Reifferscheidt-Wildenberg ;
- Engelbert Ier, seigneur de Loverval.